# 吉田町 (池田市)
吉田町（よしだちょう）は、大阪府池田市にある地名である。丁番をもたない単独町名である。郵便番号は 563-0016 である。当地域の人口は、2017年12月末時点で 165 人である（池田市市民生活部総合窓口課の資料による）。面積は、2018年3月末時点で 0.521 平方キロメートルである（池田市市長公室広聴文書課の資料による）。

## 地理
池田市の北部に位置する。北は、伏尾台と接しており、東は、伏尾町と接している。南東から南にかけては、東山町と接しており、西は、兵庫県川西市と接している。
植木の栽培を中心とした農業地帯である。当地域の東部を、吉田川が流れている。当地域内には、東山町、伏尾町の飛び地がある。当地域内のため池には、長尾池、長谷池がある。当地域は、池田市立ほそごう学園の校区に含まれる。施設には、きりん公園の通称をもつ吉田公園がある。

## 歴史
1042年（長久3年）の『摂州細川荘大絵図』によると、平安時代には既に、細川荘という荘園の中に吉田の集落が存在していた。江戸時代には摂津国豊島郡吉田村として存在していた。江戸期以降、植木の栽培で知られ、とりわけゴヨウマツの栽培が多く行われている。生産された植木は、大坂の天満の植木商へ送られた。1871年（明治4年）、吉田村が大阪府の所属となる。1889年（明治22年）、吉田村が細河村吉田となる。
1935年（昭和10年）、細河村吉田が池田町吉田となる。1939年（昭和14年）、池田町吉田が池田市吉田となる。1944年（昭和19年）、池田市吉田が池田市吉田町となる。1971年（昭和46年）、1万8317枚に上る渡来銭が木箱に入れられた状態で、210番地から出土する。1972年（昭和47年）、一部が伏尾台一丁目に編入される。1978年（昭和53年）、一部が伏尾台一丁目に編入される。1979年（昭和54年）、一部が伏尾台二丁目から五丁目に編入される。